# Jin Fo
Le Jin Fo désigne un thé relativement nouveau créé, de type Oolong du mont Wuyi. Il fut développé à la fin des années 1990 au Centre de Recherche Wuyi Shan Tea. Il s'agit d'un Oolong du mont Wuyi relativement standard, avec à la fois un goût crémeux et un arrière-goût floral. Ses feuilles présentent une couleur vert émeraude uniforme.